# Brug 1456
Brug 1456 is een bouwkundig kunstwerk in Amsterdam-Zuidoost.

## Versie 1
De brug werd uitgevoerd als een wandelgalerij tussen metrostation Holendrecht en het Academisch Medisch Centrum. De brug stamt gezien de nummering uit circa 1982. De brug had een betonnen constructie en voerde over rijwegen, voet- en fietspaden. Wie de brug ontworpen heeft, is niet bekend, maar de brug heeft dezelfde structuur als andere delen van het ziekenhuis, dat ontworpen is door Marius Duintjer en Dick van Mourik. Dat werd in 2022 door Jaap Huisman omschreven als technisch en efficiënt, waarbij op architectonische schoonheid niet werd gelet. Ook de galerij werd door hem als zodanig omschreven; hij moest je droog houden door middel van een kunststof luifel. De brug kwam uit op een platform met links het ziekenhuis en aan het einde de polikliniek. Overigens lag het complex bij oplevering totaal verlaten in nog te bebouwen terreinen.
Van 1982-2010 was onder de brug een GVB standplaats met personeelshuisje voor bussen die in die jaren na het metrostation een rondje over het AMC terrein reden waardoor ook de verder gelegen gedeelten van het omvangrijke complex voor patienten, personeel en bezoekers gemakkelijk bereikbaar was. Omdat de bussen op particulier terrein reden waren de kosten voor beveiliging voor het AMC. In 2010 werd de busstandplaats weer teruggeplaatst naar het metrostation, net als van 1977-1982 en de streekbussen. Vanaf de toegang van de brug was deze standplaats met een trap verbonden.

## Versie 2
Vanaf 2017 bereikte ook de herontwikkeling van kantorenparken en bedrijfsgebouwen deze rand van de stad. Bovendien vond men in het AMC dat de toegang wel een opknapbeurt kon gebruiken. Toegangspartij en –parkje kregen een opknapbeurt, waarbij AMC als eis had gesteld dat het allemaal wat menselijker moest met veel ruimte, licht en kleur. De tender voor de nieuwe entree (waaronder de brug) werd gewonnen door Temp Architecten (Maarten van Tuijll en Tom Bergevoet). Zij kwamen met een niet overdekt slingerend pad omringd door vijvers, bloem- en grasperken.

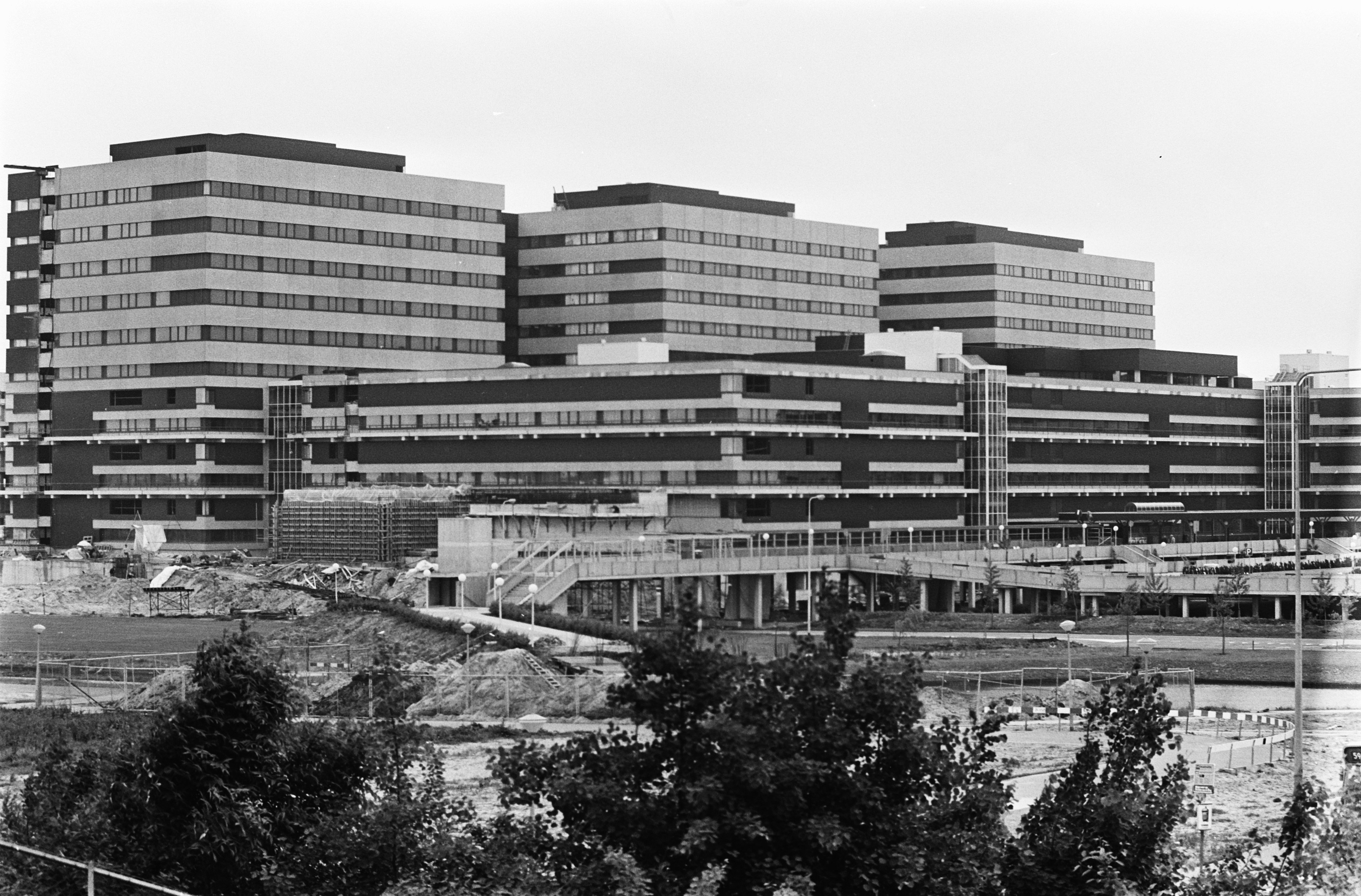
AMC met deel van de galerij (1981)

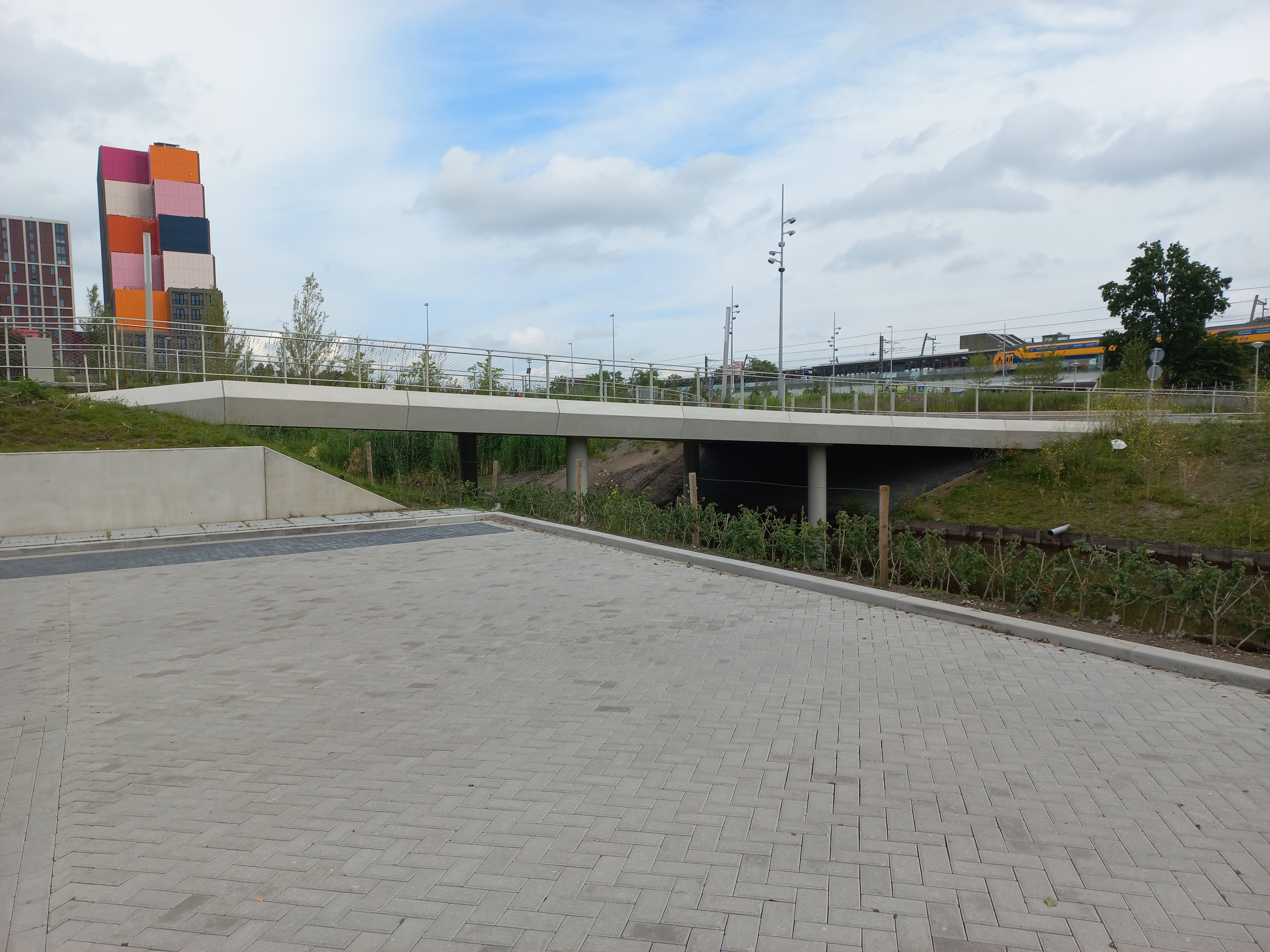
Zijaanzicht van brug 1456 (juni 2022)

1431 · 1432 · 1438 · 1439 · 1444 · 1445 · 1446 · 1447 · 1448 · 1449 ·  1450 · 1451 · 1452 · 1453 · 1454 · 1455 · 1456 · 1457 · 1458 · 1459 · 1461 · 1462 · 1463 · 1464 · 1465 · 1466 · 1471 · 1472 · 1473 · 1477 · 1478 · 1479 · 1482 · 1483 · 1484 · 1485 · 1486 · 1487 · 1488 · 1489 · 1490
Overige brugnummers niet vergeven of gesloopt (gegevens 2022).